# دين كاميرون (سائق سباق)
دين كاميرون (بالإنجليزية: Dane Cameron)‏ هو سائق سباق أمريكي، ولد في 18 أكتوبر 1988.

## وصلات خارجية
- الموقع الرسمي
- دين كاميرون على موقع Racing-Reference.info (الإنجليزية)